# Fantômette et l'Île de la sorcière
Fantômette et l'Île de la sorcière est le 5e roman de la série humoristique Fantômette créée par Georges Chaulet.
Le roman, publié en 1964 dans la Bibliothèque rose des éditions Hachette, comporte 190 pages. Il évoque des vacances mouvementées à la campagne de Boulotte, Ficelle et Françoise, alors qu'un gang de bandits dévalisent les bijouteries non loin.

## Notoriété
De 1961 à 2000, les ventes cumulées des titres de Fantômette s'élèvent à 17 millions d'exemplaires, traductions comprises.
Le roman Fantômette et l'île de la sorcière a donc pu être vendu à environ 200 000 exemplaires.
Comme les autres romans, il a été traduit en italien, espagnol, portugais, en flamand, en danois, en finnois, en turc, en chinois et en japonais.

## Personnages principaux
- Françoise Dupont / Fantômette : héroïne du roman
- Ficelle : amie de Françoise et de Boulotte
- Boulotte : amie de Françoise et de Ficelle
- Oncle de Ficelle

## Résumé
Remarque : le résumé est basé sur l'édition cartonnée non abrégée parue en 1964 en langue française.
- Mise en place de l'intrigue (chapitres 1 à 6)

Boulotte, Françoise et Ficelle sont invitées par l'oncle de cette dernière à prendre quelques jours de vacances dans une ferme. Les trois filles prennent le train et découvre ainsi le paisible village de Goujon-sur-Epuisette. 
Une rivière, l'Epuisette, traverse la ville et la contrée. Quelques kilomètres en amont de la ferme, le cours d'eau encercle l'île de la sorcière. Les trois amies décident de réparer une vieille barque et de visiter les lieux.
Pendant ce temps, deux bandits écument les horlogeries bijouteries de la région.
- Aventures et enquête (chapitres 7 à 10)

Un garde-pêche chasse les filles de l'île sous prétexte qu'elle appartient à un propriétaire privé et qu'y mettre les pieds est interdit. Mais Françoise découvre en se renseignant auprès d'un marchand d'articles de pêches que les propos du garde-pêche sont faux. Ficelle, révoltée par le mensonge du faux garde, décide de retourner sur l'île, bien décidée à y camper comme prévu.
- Dénouement et révélations finales (chapitres 11 et 12)

Le garde n'est autre qu'un des voleurs de bijoux. Avec son complice, il fait prisonnière Boulotte et Ficelle, sabote leur bateau et les renvoie sur l'eau en espérant qu'elles se noient. heureusement, Fantômette arrive sur son kayak et sauve les deux filles. La justicière trouve la cachette des bijoux, prévient la police qui débarque sur l'île et arrête les malfrats.